# Buochs
Buochs é uma comuna da Suíça, no Cantão Nidwald, com cerca de 5.324 habitantes. Estende-se por uma área de 12,04 km², de densidade populacional de 442 hab/km². Confina com as seguintes comunas: Beckenried, Ennetbürgen, Gersau (SZ), Oberdorf, Stans.
A língua oficial nesta comuna é o Alemão.